# Saint-Michel-de-Lanès

Saint-Michel-de-Lanès este o comună în departamentul Aude din sudul Franței. În 1 ianuarie 2022 avea o populație de 487 de locuitori.